# Made in Sweden (TV-program)
Made in Sweden var en TV4-produktion. Huvudkonceptet var att Idol-juryn (Laila Bagge, Anders Bagge och Andreas Carlsson) skulle hjälpa sångare/sångerskor att få igång sina karriärer. Första säsongen sändes våren 2009 och andra säsongen sändes våren 2010. I första säsongen skulle juryn hitta en sångare och en sångerska som skulle medverka i varsitt musikalbum. De två utvalda var Janet Leon och Kim Fransson. I andra säsongen skulle juryn återförena popgruppen Play med Anaïs Lameche och Faye Hamlin och spela in en singel och ett album genom att hitta en till sångerska. Den utvalda blev Sanne Karlsson.